# Mombarcaro
Mombarcaro ist eine Gemeinde in der italienischen Provinz Cuneo (CN), Region Piemont.

## Lage und Einwohner
Mombarcaro liegt 65 km östlich von der Provinzhauptstadt Cuneo in der Weinregion Alta Langa am Oberlauf des Belbo. Mit ihren 896 Meter über dem Meeresspiegel ist sie die höchstgelegnste Gemeinde in der Region Langhe. Das Gemeindegebiet umfasst eine Fläche von 20 km² und hat 268 Einwohner (Stand 31. Dezember 2023). Zur Gemeinde gehören die Fraktionen (Frazioni) Bragioli, Costalunga, Grossi, Lunetta, Rocca Bertone, San Bernardo, San Luigi, Valle und Viglierchi.
Die Nachbargemeinden sind Camerana, Gorzegno, Monesiglio, Murazzano, Niella Belbo, Paroldo, Prunetto, Sale San Giovanni und San Benedetto Belbo.

## Geschichte
Mombarcaro leitet seinen Namen vom lateinischen mons (Berg) und Barcellonari (barbarisiert, von Booten) ab, dem Berg, von dem aus man Segelschiffe und große Boote sehen konnte. Ein symbolträchtiger Name für den „Gipfel der Langhe“. Von hier aus reicht der Blick von den Gipfeln der Seealpen bis zum ewigen Schnee des Monte Rosa.
Die ersten schriftlichen Zeugnisse über die Entstehung des Dorfes stammen aus dem Mittelalter. Aus dem Jahr 998 stammt ein Diplom Kaiser Ottos III., in dem Burgen, Ländereien und Pfarrkirchen dem Bischof von Savona verliehen wurden. Im Jahr 1162 ging das Lehen an die Markgrafen von Ceva über, ein Jahrhundert später wurde es als Mitgift an die Tochter des Markgrafen von Cravesana übergeben und gelangte dann in die Hände von Teodoro, dem Sohn von Manfredo, Markgraf von Saluzzo. Anschließend ging es an die Spinolas, die Del Carrettos und die Falletti d’Alba über. Mit dem Frieden von Lyon im Jahr 1601 wurde es der Familie Savoyen angegliedert, die es dann dem Premierminister des Senats von Turin, Clemente Vivalda di Mondovì, belehnte.

## Sehenswürdigkeiten
- Die Pfarrkirche San Michele Arcangelo aus dem 16. Jahrhundert.
- Das 1666 erbaute Heiligtum der Madonna delle Grazie.
- Die Kapelle San Rocco, in der bedeutende Fresken gefunden wurden.
- Das mittelalterliche Tor mit einem großen Spitzbogen.
- Historisches Ethnografische Museum.
- Auf dem Platz hinter der Stadt, wo sich auch das Kriegerdenkmal befindet, ist ein Kampfflugzeug vom Typ Fiat G.91 als Denkmal aufgestellt.[4]

## Kulinarische Spezialitäten
In der Umgebung von Mombarcaro wird in bescheidenem Umfang Weinbau betrieben. Die Beeren der Rebsorten Spätburgunder und/oder Chardonnay dürfen zum Schaumwein Alta Langa verarbeitet werden.